# Helena Skyt Nielsen
Helena Skyt Nielsen (født 16. august 1971) er en dansk professor i økonomi ved Aarhus Universitet. Hendes primære forskningsområder er uddannelsesøkonomi og familieøkonomi.

## Karriere
Helena Skyt Nielsen blev cand.oecon. fra Aarhus Universitet i 1996 og tog siden en ph.d.-grad sammesteds. Hun forsvarede sin ph.d.-afhandling med titlen "Investment in Human Capital in Zambia" i 1999. Hun har tilbragt hele sin karriere siden da på Aarhus Universitet - 1998-2002 som adjunkt, 2002-07 som lektor og siden 2007 som professor.
Nielsen har udgivet en lang række forskningsartikler i anerkendte økonomiske videnskabelige tidsskrifter som Economic Journval, Journal of Public Economics og International Economic Review. Blandt hendes mange medforfattere er Marianne Simonsen, Nina Smith og Michael Rosholm.

## Hædersbevisninger og andre poster
I 2003 fik Helena Skyt Nielsen tildelt Tietgenprisen.
Hun var medlem af Skattekommissionen, der var nedsat i 2008-09 af Regeringen Anders Fogh Rasmussen III for at udarbejde modeller til ændringer i det danske skattesystem. Kommissionens arbejde udgjorde forarbejdet til den skattereform, der blev vedtaget af Folketinget i 2009.
2014-17 var hun redaktør for det internationale videnskabelige tidsskrift Labour Economics.
Siden 2016 har hun været en af de tre særligt sagkyndige medlemmer af Det Økonomiske Råd.